# Вальс, Рафаэль
Рафаэль Вальс Ферри (исп. Rafael Valls Ferri, род. 25 июня 1987 в Косентайне, Испания) — испанский профессиональный шоссейный велогонщик, выступающий с 2018 года за команду Movistar Team.

## Достижения
2008
9-й Гран-при Португалии
2009
4-й Circuito Montañés
10-й Тур де л’Авенир
2010
2-й Trofeo Inca
3-й Тур Сан-Луиса
1-й  Горная классификация
1-й Этап 2
9-й Trofeo Deia
2014
8-й Международная неделя Коппи и Бартали
2015
1-й  Тур Омана
1-й Этап 4
8-й Париж — Ницца
8-й Вуэльта Каталонии
2016
8-й Тур Даун Андер
2017
7-й Тур Даун Андер
10-й Критериум Дофине

## Статистика выступлений

### Гранд-туры
| Гонка   | 2010 | 2011 | 2012 | 2013 | 2014 | 2015 | 2016 | 2017 | 2018 |
| ------- | ---- | ---- | ---- | ---- | ---- | ---- | ---- | ---- | ---- |
| Джиро   | —    | НФ   | —    | 28   | —    | —    | —    | —    |      |
| Тур     | 53   | —    | 41   | —    | НФ   | 78   | —    | —    |      |
| Вуэльта | —    | —    | НФ   | 43   | —    | —    | —    | —    |      |

| —  | Не участвовал  |
| НФ | Не финишировал |